# Antist
Antist ist eine französische Gemeinde mit 187 Einwohnern (Stand 1. Januar 2022) im Département Hautes-Pyrénées in der Region Okzitanien (vor 2016: Midi-Pyrénées). Sie gehört zum Arrondissement Bagnères-de-Bigorre und zum Kanton La Haute-Bigorre.
Die Einwohner werden Antistois und Antistoises oder Millassés und Millassées genannt.

## Geographie
Antist liegt circa sechs Kilometer nordnordwestlich von Bagnères-de-Bigorre in dessen Einzugsbereich (Aire urbaine) in der historischen Grafschaft Bigorre.
Umgeben wird Antist von den drei Nachbargemeinden:
| Montgaillard |                                             |         |
|              | Kompassrose, die auf Nachbargemeinden zeigt | Orignac |
|              | Ordizan                                     |         |

Antist liegt im Einzugsgebiet des Flusses Adour. Sein Seitenkanal Canal d’Alaric durchquert das Gebiet der Gemeinde. Der Arrêt-Darré, ein Nebenfluss des Arros, markiert die Grenze zur östlichen Nachbargemeinde Orignac. Der Ruisseau de l’Arrézous entspringt in Antist, fließt in östlicher Richtung und mündet in den Arrêt-Darré.

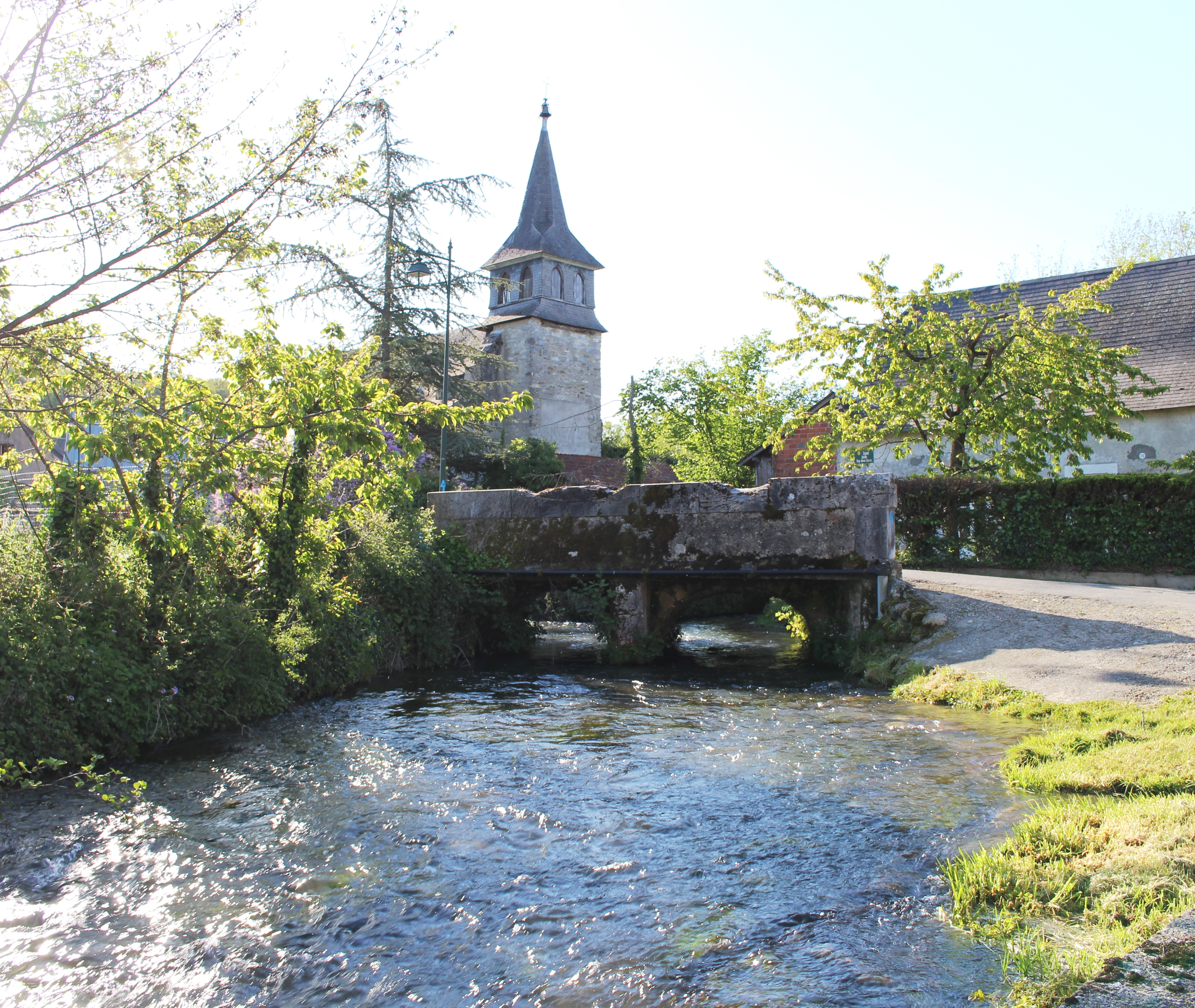
Canal d’Alaric in Antist

## Toponymie
Der okzitanische Name der Gemeinde heißt ebenfalls Antist. Er stammt vom lateinischen Eigennamen Antistius, der hier ohne dem Suffix -anum (= Anwesen des Antistius) verwendet wird. Der Spitzname der Gemeinde lautet Eths milhassèrs (deutsch die Hirseesser), weil die Bewohner früher ein spezielles Hirsebrot gebacken haben.
Toponyme und Erwähnungen von Antist waren:
- Antist (1285 und 1313, Volkszählung im Bigorre bzw. Steuerliste Debita regi Navarre),
- De Antisto (1342 und 1379, Kirchenregister von Tarbes bzw. Bevollmächtigung von Tarbes),
- Antist (1429, Erhebung im Bigorre),
- Antist (1750 und 1793, Karte von Cassini bzw. Notice Communale),
- Autist (1801, Bulletin des lois).[4][5][6]

## Geschichte
Der Ursprung von Antist ist eine Villa in gallorömischer Zeit mit Gebäuden, einem Innenhof, Garten, Obstgarten und landwirtschaftlichen Feldern. Sie befand sich am Fuß der Hügel, die vom Tal des Adour aufsteigen in der Nähe der fruchtbaren Felder des Tals und gleichzeitig der Weiden auf den Hügeln. Aus den Sklavenfamilien, die bei der Villa wohnten, wurden mit der Zeit Leibeigene, später Erbpächter, die ein Stück Land erhielten und dem Grundherren Abgaben zu leisten hatten. Der Grundherr von Antist ließ eine Burg und daneben eine Kirche errichten, später zusätzlich eine Mühle in der Nähe der Kirche. Der Canal d’Alaric, der unter der Herrschaft der Westgoten gegraben war, um auch den östlichen Bereich des Tales zu bewässern, speiste diese Wassermühle.
Während der Hugenottenkriege wurde die Pfarrkirche von Natist von protestantischen Truppen unter Führung von Gabriel de Lorges, Graf von Montgomery, auf ihrem Marsch nach Orthez in Brand gesteckt. Zu Beginn der Französischen Revolution wurden die Güter und die Einrichtungsgegenstände des Grundherrn von Antist als Nationalgut deklariert und verkauft. Während der Revolutionszeit wurden zahlreiche Bewohner der Gemeinde zum Militärdienst verpflichtet. Im ersten Kaiserreich erhöhten sich die Rekrutierungen und Beschlagnahmen, insbesondere mit dem Kriegen auf der Iberischen Halbinsel und der nachfolgenden Invasion der alliierten Armee unter dem Oberbefehl von Arthur Wellesleys, dem späteren Duke of Wellington.

## Einwohnerentwicklung

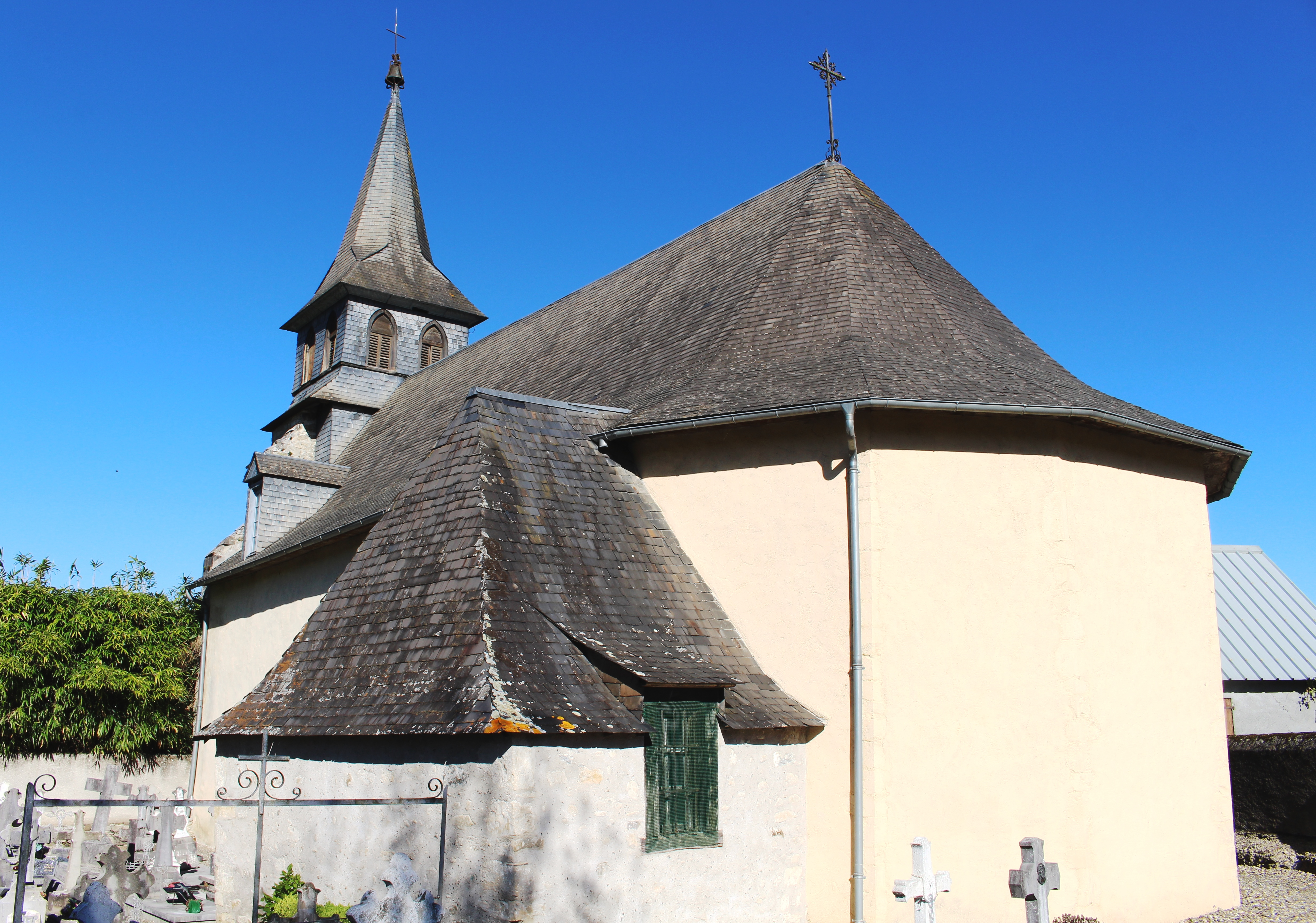
Pfarrkirche Saint-Martin

Nach Beginn der Aufzeichnungen stieg die Einwohnerzahl bis zur Mitte des 19. Jahrhunderts auf einen Höchststand von 195. In der Folgezeit sank die Größe der Gemeinde bei kurzen Erholungsphasen bis zu den 1960er Jahren auf 85 Einwohner, bevor eine Phase mit zeitweise kräftigem Wachstum einsetzte, die bis heute anhält.
| Jahr      | 1962 | 1968 | 1975 | 1982 | 1990 | 1999 | 2006 | 2011 | 2022 |
| --------- | ---- | ---- | ---- | ---- | ---- | ---- | ---- | ---- | ---- |
| Einwohner | 85   | 91   | 88   | 99   | 111  | 106  | 129  | 137  | 187  |

## Sehenswürdigkeiten

### Pfarrkirche Saint-Martin
Sie befindet sich am Eingang des Zentrums von Antist am Ufer des Canal d’Alaric. Sie besitzt ein einschiffiges Langhaus und eine polygone Apsis. Die kleine Sakristei ist an der Südostseite angebaut. Eine große Vorhalle an der nordwestlichen Seite gewährt Zugang zur Kirche und zu den Emporen und ist mit einem glockenförmigen Vordach gedeckt. Der rechteckige Glockenturm ragt aus dem Gebäude empor.

## Wirtschaft und Infrastruktur

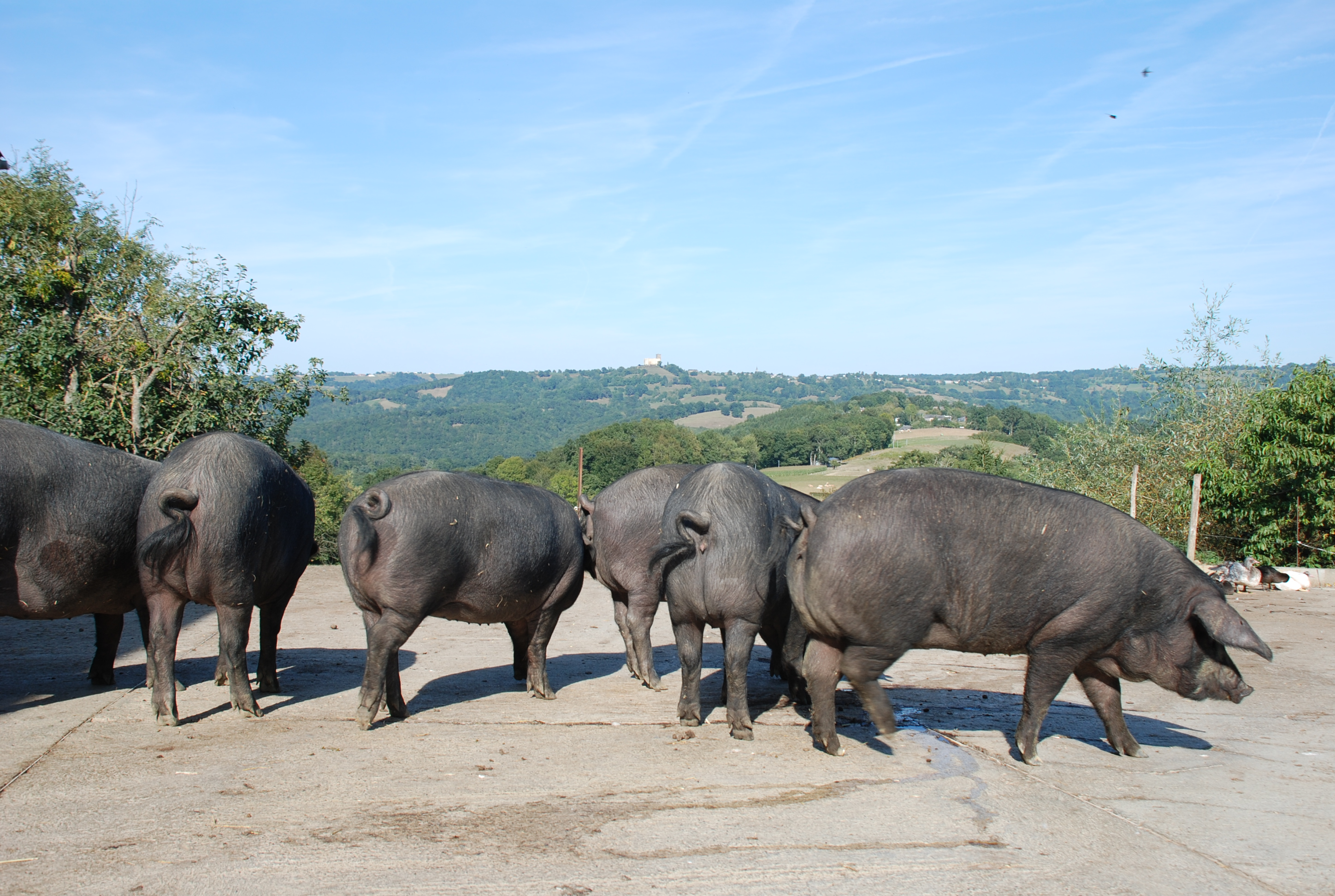
Porcs Noirs de Bigorre

Antist liegt in den Zonen AOC der Schweinerasse Porc noir de Bigorre und des Schinkens Jambon noir de Bigorre.

### Verkehr

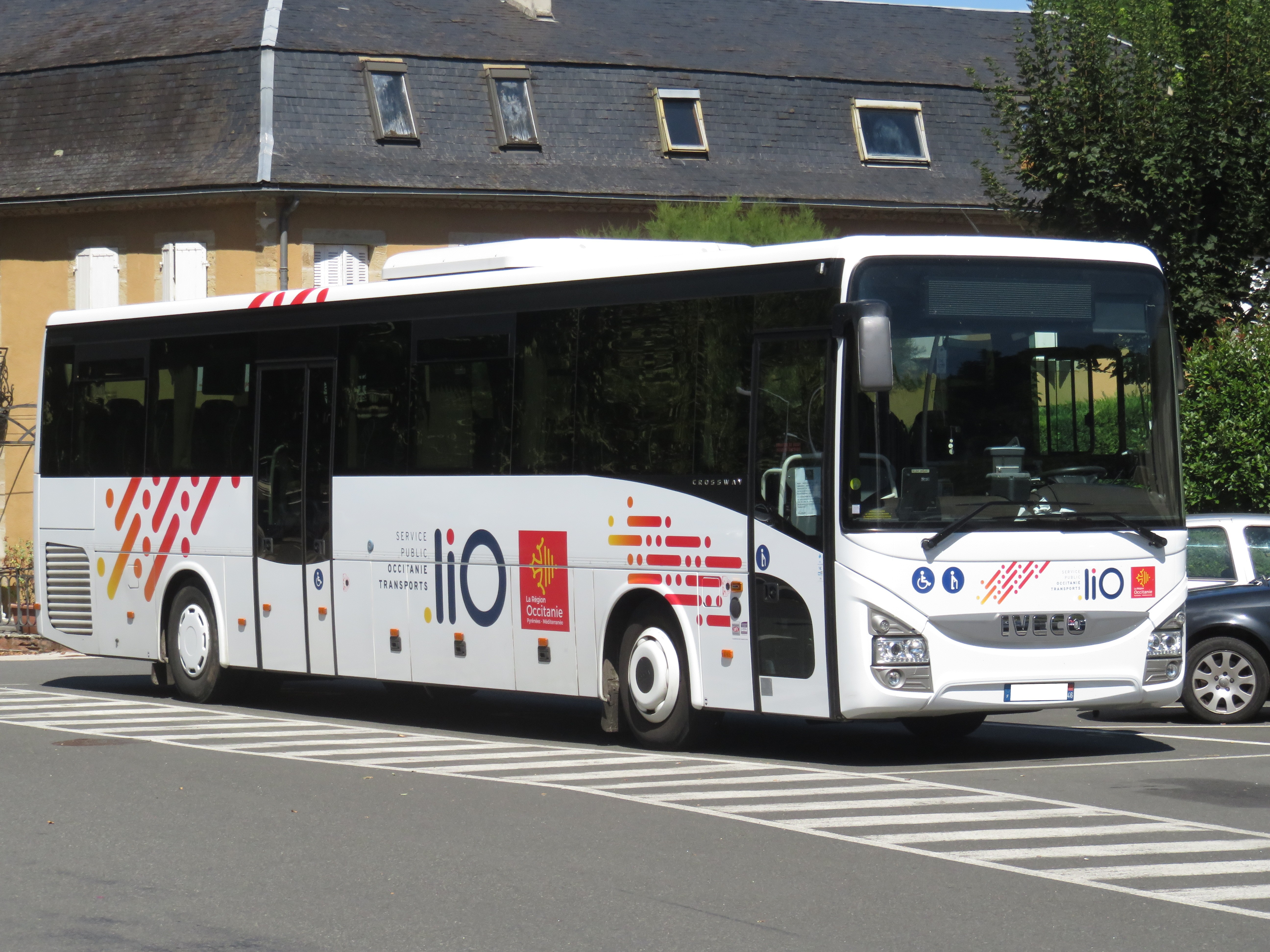
Bus der Lignes intermodales d’Occitanie

Antist ist erreichbar über die Routes départementales 8, 87 und 308.
Außerdem ist die Gemeinde über eine Linie des Busnetzes Lignes intermodales d’Occitanie von Tarbes nach La Mongie über Bagnères-de-Bigorre mit anderen Gemeinden des Départements verbunden.